# كايبيتو (أريزونا)
كايبيتو (بالإنجليزية: Kaibito CDP, Arizona)‏ هي منطقة سكنية تقع بولاية أريزونا في الولايات المتحدة. تبلغ مساحتها 41.18 كم2، وترتفع عن سطح البحر 1,771 م، بلغ عدد سكانها 1,522 نسمة في عام 2010 حسب إحصاء مكتب تعداد الولايات المتحدة وتصل الكثافة السكانية فيها 37 نسمة لكل كيلومتر مربع (95.8/ميل2).

## التركيبة السكانية
حدّد مكتب تعداد الولايات المتحدة بيانات التركيبة السكانية لكايبيتو في تعداد الولايات المتحدة. في ما يلي، التركيبة السكانية حسب تعدادي 2000 و2010.

### تعداد عام 2000
بلغ عدد سكان كايبيتو 1,607 نسمة بحسب تعداد عام 2000، وبلغ عدد الأسر 333 أسرة وعدد العائلات 302 عائلة مقيمة في المنطقة السكنية. في حين سجلت الكثافة السكانية 39 نسمة لكل كيلومتر مربع (101.0/ميل2). وبلغ عدد الوحدات السكنية 398 وحدة بمتوسط كثافة قدره 9.7 لكل كيلومتر مربع (25.1/ميل2).
وتوزع التركيب العرقي للمنطقة السكنية بنسبة 0.37% من البيض و0.06% من الأمريكيين الأفارقة و99.19% من الأمريكيين الأصليين و0.37% من عرقين مختلطين أو أكثر و0.12% من الهسبانيون أو اللاتينيون من أي عرق.
بلغ عدد الأسر 333 أسرة كانت نسبة 79.9% منها لديها أطفال تحت سن الثامنة عشر تعيش معهم، وبلغت نسبة الأزواج القاطنين مع بعضهم البعض 65.8% من أصل المجموع الكلي للأسر، ونسبة 21.3% من الأسر كان لديها معيلات من الإناث دون وجود شريك، بينما كانت نسبة 3.6% من الأسر لديها معيلون من الذكور دون وجود شريكة وكانت نسبة 9.3% من غير العائلات. تألفت نسبة 8.7% من أصل جميع الأسر من عدة أفراد يعيشون في نفس المنزل ونسبة 2.7% كانت تتألف من شخص يعيش بمفرده يبلغ من العمر 65 عاماً أو أكثر. وبلغ متوسط حجم الأسرة المعيشية 4.83، أما متوسط حجم العائلات فبلغ 5.17.
بلغ العمر الوسطي للسكان 18.3 عاماً. وكانت نسبة 49.3% من القاطنين تحت سن الثامنة عشر، وكانت نسبة 11.1% بين الثامنة عشر والرابعة والعشرين عاماً، ونسبة 24.3% كانت واقعةً في الفئة العمرية ما بين الخامسة والعشرين والرابعة والأربعين عاماً، ونسبة 12% كانت ما بين الخامسة والأربعين والرابعة والستين، ونسبة 3.3% كانت ضمن فئة الخامسة والستين عاماً فما فوق. يوجد لكل 100 أنثى 97.2 ذكر، ويوجد لكل 100 أنثى في الثامنة عشر من عمرها فما فوق 87.4 ذكر.
بلغ متوسط دخل الأسرة في المنطقة السكنية 36,250 دولارًا، أما متوسط دخل العائلة فبلغ 41,016 دولارًا. وكان متوسط دخل الذكور 31,477 دولارًا مقابل 18,472 دولارًا للإناث. وسجل دخل الفرد الخاص بالمنطقة السكنية 8,465 دولارًا. وكانت نسبة 25.7% من العائلات ونسبة 28.8% من السكان تحت خط الفقر، وكان من هؤلاء نسبة 30.4% تحت سن الثامنة عشر ونسبة 34.4% في الخامسة والستين من العمر وما فوق.

### تعداد عام 2010
بلغ عدد سكان كايبيتو 1,522 نسمة بحسب تعداد عام 2010، وبلغ عدد الأسر 351 أسرة وعدد العائلات 313 عائلة مقيمة في المنطقة السكنية. في حين سجلت الكثافة السكانية 37 نسمة لكل كيلومتر مربع (95.8/ميل2). وبلغ عدد الوحدات السكنية 413 وحدة بمتوسط كثافة قدره 10 لكل كيلومتر مربع (25.9/ميل2).
وتوزع التركيب العرقي للمنطقة السكنية بنسبة 0.46% من البيض و98.36% من الأمريكيين الأصليين و1.18% من عرقين مختلطين أو أكثر و1.51% من الهسبانيون أو اللاتينيون من أي عرق.
بلغ عدد الأسر 351 أسرة كانت نسبة 66.4% منها لديها أطفال تحت سن الثامنة عشر تعيش معهم، وبلغت نسبة الأزواج القاطنين مع بعضهم البعض 51.9% من أصل المجموع الكلي للأسر، ونسبة 28.2% من الأسر كان لديها معيلات من الإناث دون وجود شريك، بينما كانت نسبة 9.1% من الأسر لديها معيلون من الذكور دون وجود شريكة وكانت نسبة 10.8% من غير العائلات. تألفت نسبة 10.3% من أصل جميع الأسر من عدة أفراد يعيشون في نفس المنزل ونسبة 3.7% كانت تتألف من شخص يعيش بمفرده يبلغ من العمر 65 عاماً أو أكثر. وبلغ متوسط حجم الأسرة المعيشية 4.34، أما متوسط حجم العائلات فبلغ 4.62.
بلغ العمر الوسطي للسكان 23.0 عاماً. وكانت نسبة 40.9% من القاطنين تحت سن الثامنة عشر، وكانت نسبة 12% بين الثامنة عشر والرابعة والعشرين عاماً، ونسبة 24.1% كانت واقعةً في الفئة العمرية ما بين الخامسة والعشرين والرابعة والأربعين عاماً، ونسبة 16.9% كانت ما بين الخامسة والأربعين والرابعة والستين، ونسبة 6% كانت ضمن فئة الخامسة والستين عاماً فما فوق. وتوزع التركيب الجنسي للسكان بنسبة 49.3% ذكور و50.7% إناث.